# VXV
『VXV』（ファイブバイファイブ）は、OKAMOTO'Sの6枚目（表記は5.5枚目）のオリジナルアルバム。2014年8月27日にアリオラジャパンから発売された。初回盤は2014年4月29日にSHIBUYA-AXで行われた「OKAMOTO'S TOUR 2014 "Let It V"」のツアーファイナルの模様とレコーディング風景を収録したDVDが同梱。

## 概要
3年前にコラボレーション・アルバムをリリースする企画があったものの、OKAMOTO'Sの音楽的な方向性が固まっておらず、コラボレーション相手のスケジュールも上手くいかなかったため、企画は白紙となった。その当時をハマ・オカモトは「気が早かった。オファーした相手からいい返事をもらえなかったし。業界での信頼やネームバリューが今より大したことなかった。『この人にリミックスしてもらいたい』などのアイデアがあったけど、スタッフとの意思疎通もあまり噛み合ってなくて」と振り返り、今回のアルバムは「『こんなコラボアルバムをほかに誰が作れるんだ!?』って堂々と言えるタイミングがきたなと思っている」と話した。
オカモトレイジは「ダジャレだけど、5周年で『Let It V』を出して、『次は5人目のメンバーを入れたら面白いんじゃない?』という話からコラボアルバムに繋がった」。オカモトコウキは「『Let It V』でいろんな音楽的スタイルができることを証明したが、まだまだやれることはあった。OKAMOTO'Sのルーツは昔の洋楽だけじゃなくて、中高生のころにリアルタイムで聴いてた日本の音楽もある。奥田民生さんやスカパラ、RIP SLYMEといった先輩たちと一緒にやって何を見せられるのかっていうのを示したいなと思った。コラボアルバムってサブ的な企画盤と思うかもしれないけど、僕らにとってはこれも本流」。
アートワーク・デザインは前作「Let It V」に引き続きSIMI LABのMA1LLが担当。

## 収録曲
1. Wanna? / OKAMOTO'S × RIP SLYME [3:18]
(作詞：オカモトショウ, RYO-Z, ILMARI, PES, SU / 作曲：OKAMOTO'S, RIP SLYME / 編曲：OKAMOTO'S, DJ FUMIYA)
  - MICROPHONE PAGERの楽曲「Two Night」が引用されている。ハマ・オカモトは「『SLY』にゲストベーシストとして参加して、『LOVE SESSION（ドキュメンタリー映画）』でOKAMOTO'Sとしてセッション相手にオファーさせて頂いて、『次は一緒に曲を作るしかないよね』って言ってたし、タイミング的にもバッチリだった」。オカモトショウは「ラッパーのコラボはずっとやりたかった。イメージとしてあったのはRun-D.M.C.とAerosmithの『Walk This Way』やDragon Ashの『I LOVE HIP HOP』。ガーンとくるリフがあって、サビはみんなで盛り上がれるような曲を作りたかった」[3]。オカモトレイジは「やっぱりラップが入ると、とにかく嬉しかった。この曲の制作が一番衝撃的だった」[2]。
2. Heart On Fire / OKAMOTO'S × 東京スカパラダイスオーケストラ [3:53]
(作詞：谷中敦 / 作曲：オカモトショウ / 編曲：OKAMOTO'S, 東京スカパラダイスオーケストラ)
  - ハマ・オカモトとオカモトレイジは高校時代、部活でスカパラのコピーを猛練習しており、スカに対して「すぐ対応できた」「ノリをすぐ理解できた」と話している。OKAMOTO'Sのメンバーは今回のコラボ曲に関して「スウィートなロックステディ」「ジャジーな曲」を提案していたが、オカモトショウが作ってきたデモはレイジ曰く「超イカれたデモ」で、どのジャンルにも当てはまらなかった。その後サビを変えたりしてもう一度デモを録ると、形が見えてきたため、スカパラにデモを渡すと一気に出来上がり、音を確かめるためにやってみようか、と演奏したテイクだけでレコーディングを終えた[2][3]。
3. Never Mind / OKAMOTO'S × ROY (THE BAWDIES) [2:45]
(作詞・作曲：オカモトショウ / 編曲：OKAMOTO'S)
  - コラボ相手は普段R&Bに焦点を当てているTHE BAWDIESのROYだったため、OKAMOTO'S側はポップな曲を提案すると、ROYは「もっと黒いのがいい」と返事が来た。OKAMOTO'Sはモータウン風の曲を提案したが、それでもなかったという。オカモトショウは「根本的なルーツが一緒だから、最終的にはバチッとハマった」[3]。ROYは「カルビ丼のおかずに豚カツ喰ってるみたいだった」と話している[4]。
4. 答えはMaybe / OKAMOTO'S × 奥田民生 [3:49]
(作詞：オカモトコウキ, オカモトショウ / 作曲：オカモトコウキ / 編曲：OKAMOTO'S, 奥田民生)
  - 奥田民生との制作は3日間の合宿を行ったが、2日間釣りやドライブをしており、2日目の夕方から「いいけげんやる?」という感じで始まった。OKAMOTO'Sは奥田と遊んだことで余裕を生み出すリラックス感を学んだという。レコーディングは歌録り含め、1テイクのみだった[3]。レコーディングスタジオの「スタジオ鳩」というクレジットは、2日目の作業開始時にスタジオ内へ鳩が侵入し、全員で数十分かけて追い出したことから[2]。
5. Family Song / OKAMOTO'S × 黒猫チェルシー [4:50]
(作詞：オカモトショウ, 渡辺大知 / 作曲：オカモトショウ / 編曲：OKAMOTO'S, 黒猫チェルシー)
  - 同い年・同じデビュー日・同じ編成という黒猫チェルシーとのレコーディングは、お互いのデビュー日である5月26日に行われたという。ベース以外はツイン編成で、黒猫のベース・宮田岳はキーボードを弾いている。オカモトレイジは「ツインドラムは好きではないし、James Brownみたいな黒い感じだったらいいんだけど、本当にシンプルな8ビートをユニゾンで叩いてる。でもそれが結果的にすごく良かった」[3]。

通常盤ボーナストラック
1. SAD SUNDAY [4:00]
(作詞：オカモトコウキ, オカモトショウ / 作曲：オカモトコウキ / 編曲：OKAMOTO'S)

## DVD
「OKAMOTO'S MOVIE 7」
※初回限定盤のみ
1. OKAMOTO'S TOUR 2014 "Let It V" @SHIBUYA-AX
2. Kill Dreams
3. マジメになったら涙が出るぜ
4. The"M"Song
5. It's Alright
6. ラブソング
7. ドアを叩けば
8. Yah!!(ビューティフルカウントダウン)
9. HAPPY BIRTHDAY
10. Let's Go! Hurry Up!
11. JOY JOY JOY
12. SEXY BODY
13. 青い天国
14. RECORDING DOCUMENT

## クレジット
Wanna?
- OKAMOTO'S：Chorus
  - オカモトショウ：Vox, Percussion
  - オカモトコウキ：E.Guitars
  - ハマ・オカモト：Bass
  - オカモトレイジ：Drums
- RIP SLYME
  - RYO-Z：MC
  - ILMARI：MC
  - PES：MC
  - SU：MC
  - DJ FUMIYA：Scratch, Programming
- Recorded by 滝澤大介 (at Heart Beat. RECORDING STUDIO)
- Mixed by 滝澤大介 (at RECORDING STUDIO green bird)
- 『Two Night』 (作詞：室田隆義, 星野由希 / 作曲：植村強)

Heart On Fire
- OKAMOTO'S：Clap
  - オカモトショウ：Vox, Chorus
  - オカモトコウキ：E.Guitars
  - ハマ・オカモト：Bass
  - オカモトレイジ：Drums
- 東京スカパラダイスオーケストラ
  - NARGO：Trumpet
  - 北原雅彦：Trombone
  - GAMO：Tenor sax
  - 谷中敦：Baritone sax, Clap
  - 沖祐市：Keyboards
  - 加藤隆志：Guitar
  - 川上つよし：Bass
  - 大森はじめ：Percussion
  - 茂木欣一：Drums
- Recorded by 川口聡 (at Bunkamura Studio)
- Mixed by 川口聡 (at Studio Sound DALI)

Never Minds
- OKAMOTO'S：Chorus, Clap
  - オカモトショウ：Vox, Percussion
  - オカモトコウキ：E.Guitars, Piano
  - ハマ・オカモト：Bass
  - オカモトレイジ：Drums
- ROY (THE BAWDIES)：Vox
- Recorded & Mixed by 川口聡 (at Studio Sound DALI)

答えはMaybe
- OKAMOTO'S：Chorus
  - オカモトショウ：Vox, Percussion
  - オカモトコウキ：E.Guitars
  - ハマ・オカモト：Bass
  - オカモトレイジ：Drums
- 奥田民生：E.Guitars, Chorus
- Recorded & Mixed by 宮島哲博 (at スタジオ鳩)

Family Song
- OKAMOTO'S：Chorus
  - オカモトショウ：Vox, Percussion
  - オカモトコウキ：E.Guitars
  - ハマ・オカモト：Bass
  - オカモトレイジ：Drums
- 黒猫チェルシー：Chorus
  - 渡辺大知：Vox
  - 澤竜次：E.Guitars
  - 岡本啓佑：Drums
  - 宮田岳：Keyboard
- Recorded by 川口聡 (at Heart Beat. RECORDING STUDIO)
- Mixed by 川口聡 (at Studio emPOINT)

- Assistant Engineer：毛利嘉一郎, 篠宮"JOKER"正義, 成田啓介, 范錫源, 島田枝里花
- Mastered by 滝口"Tucky"博達